# Барановское муниципальное образование (Саратовская область)
Барановское муниципальное образование — сельское поселение в Аткарском районе Саратовской области Российской Федерации.
Административный центр — село Барановка.

## История
Статус и границы сельского поселения установлены Законом Саратовской области от 27 декабря 2004 года № 99-ЗСО «О муниципальных образованиях, входящих в состав Аткарского муниципального района».
Законом Саратовской области от 20 апреля 2018 года № 45−ЗСО Барановское, Песчанское и Петровское муниципальные образования преобразованы, путём их объединения, во вновь образованное муниципальное образование «Барановское муниципальное образование Аткарского муниципального района Саратовской области», наделённое статусом сельского поселения с административным центром в селе Барановка.

## Население
| 2010  | 2011  | 2012  | 2013  | 2014  | 2015  | 2016 |
| ----- | ----- | ----- | ----- | ----- | ----- | ---- |
| 1097  | ↘1095 | ↘1064 | ↘1027 | ↘1021 | ↘1008 | ↘994 |
| 2017  | 2018  | 2019  | 2020  | 2021  |       |      |
| ↗1001 | ↘986  | ↗2218 | ↘2157 | ↘1754 |       |      |

## Состав сельского поселения
| №  | Населённый пункт   | Тип населённого пункта       | Население |
| -- | ------------------ | ---------------------------- | --------- |
| 1  | Андреевка          | деревня                      | 26        |
| 2  | Барановка          | село, административный центр | ↗680      |
| 3  | Красавка           | железнодорожный разъезд      | 39        |
| 4  | Ломовка            | деревня                      | 77        |
| 5  | Павловка           | деревня                      | 0         |
| 6  | Средний Колышлей   | село                         | ↘139      |
| 7  | Чемизовка          | село                         | ↗136      |
| 8  | Александровка      | деревня                      | 50        |
| 9  | Новая Ивановка     | деревня                      | ↘79       |
| 10 | Новая Мотовиловка  | деревня                      | 0         |
| 11 | Песчанка           | село, административный центр | ↗522      |
| 12 | Старая Ивановка    | деревня                      | 11        |
| 13 | Старая Мотовиловка | деревня                      | 14        |
| 14 | Алексеевка         | деревня                      | 24        |
| 15 | Еленин             | посёлок                      | 3         |
| 16 | Михайловка         | деревня                      | 7         |
| 17 | Петрово            | село, административный центр | ↗459      |
| 18 | Сазоново           | посёлок                      | ↘435      |
| 19 | Чемизовка          | железнодорожная станция      | 22        |

## Известные уроженцы
- Михайлов-Расловлев, Михаил Сергеевич (1892—1987) — русский поэт, писатель, переводчик.